# Marszewo (województwo pomorskie)
Marszewo (kaszb. Marszéwo) – wieś w Polsce położona w województwie pomorskim, w powiecie gdańskim, w gminie Przywidz.
Przez wieś przebiega  turystyczny szlak Wzgórz Szymbarskich, stanowi sołectwo gminy Przywidz.
Dawniej własność oo. Jezuitów w Szotlandzie. W roku 1820 skonsfiskowane przez rząd pruski.
W latach 1975–1998 miejscowość administracyjnie należała do województwa gdańskiego.